# Dietilestilbestrol
El dietilestilbestrol (DES) és un estrogen sintètic utilitzat durant anys per a disminuir el risc d'avortament en dones prenyades i per a tractar problemes de pròstata, als Estats Units d'Amèrica i altres països.
El medicament va causar danys greus a la salut de les filles de les dones que ho van consumir durant l'embaràs. Aquest dany té un llarg període de latència, a causa del fet que es manifesta quan les filles arriben a la pubertat. Açò va dificultar la prova de la identitat dels fabricants que havien fabricat l'estrogen consumit per les mares respectives. El Tribunal Superior de Califòrnia va condemnar diversos laboratoris que havien fabricat DES a indemnitzar les víctimes en proporció a la seua respectiva quota de mercat (cas Sindell). El cas també es va plantejar als Països Baixos.